# Andreas Feininger
Andreas Feininger, född 27 december 1906 i Paris, död 18 februari 1999 i New York, var en amerikansk fotograf och arkitekt. Mellan 1933 och 1939 var han bosatt i Stockholm och arbetade där som arkitekturfotograf. Han var äldste son till arkitekten och grafikern Lyonel Feininger och gift med den grafiska formgivaren Gertrud Wysse Hägg.

## Biografi

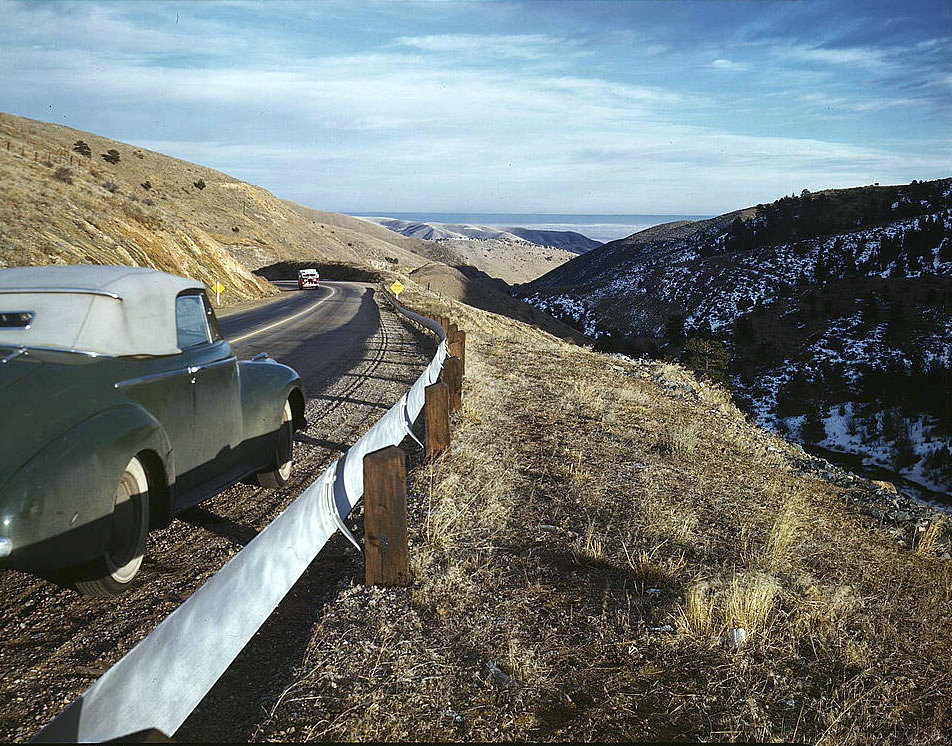
Mount Vernon Canyon, Colorado, 1942.

Andreas Feininger föddes som amerikansk medborgare i Paris och tillbringade sin ungdom i Berlin. År 1919 antogs han till Bauhausskolan i Weimar där hans far Lyonel Feininger var lärare. Där utbildade han sig till möbelsnickare, och efter det till arkitekt. Men hans stora intresse var fotografi och 1929 hade han en av sina första utställningar på en fotomässa i Stuttgart. Mellan 1929 och 1931 var han anställd arkitekt på varuhuskoncernen Karstadts arkitektkontor.
År 1932 förlorade Feininger sitt tyska arbetstillstånd varpå han flyttade till Paris. I Paris arbetade han ett knappt år hos arkitekten Le Corbusier. Men inte heller i Frankrike fick han något nytt arbetstillstånd varför han 1933 utvandrade tillsammans med Gertrud Wysse Hägg till Sverige och Stockholm. Hägg hade han träffat på Bauhausskolan. I Sverige anställdes hon som porslinsmålare på Gustavsbergs porslinsfabrik. Paret gifte sig den 30 augusti 1933 och deras son Tomas föddes den 21 september 1935. Feiningers avsikt var att verka som arkitekt i Sverige, men han etablerade sig ganska snabbt som efterfrågad arkitekturfotograf. Som sådan anlitades han att fotografera exempelvis arkitekt Gunnar Asplunds eget sommarhus Stennäs, Backström & Reinius Villa Engkvist (riven 1967), Paul Hedqvists Vanadisbadet och David Dahls Östermalmsskolan. 
Feininger konstruerade även egna kameror, oftast med enorma teleobjektiv. Han skapade även en förstoringsapparat med innovativ teknik som senare gick i produktion hos Liesegang. I och med andra världskrigets utbrottet 1939 emigrerade han och familjen till USA, där han återförenades med sina föräldrar. Till en början arbetade han som frilansfotograf, men mellan 1943 och 1962 hade han en fast anställning på bildmagasinet Life. Därefter var han återigen frilansande fotograf och författare av fotoböcker. Han publicerade över femtio läro- och fotoböcker och hans läroböcker blev standardverk på fotoskolor världen runt. Efter Feiningers död kurerade hans fru utställningar och hanterade hans konstnärliga arv. 

## Feiningers svenska bilder (urval)

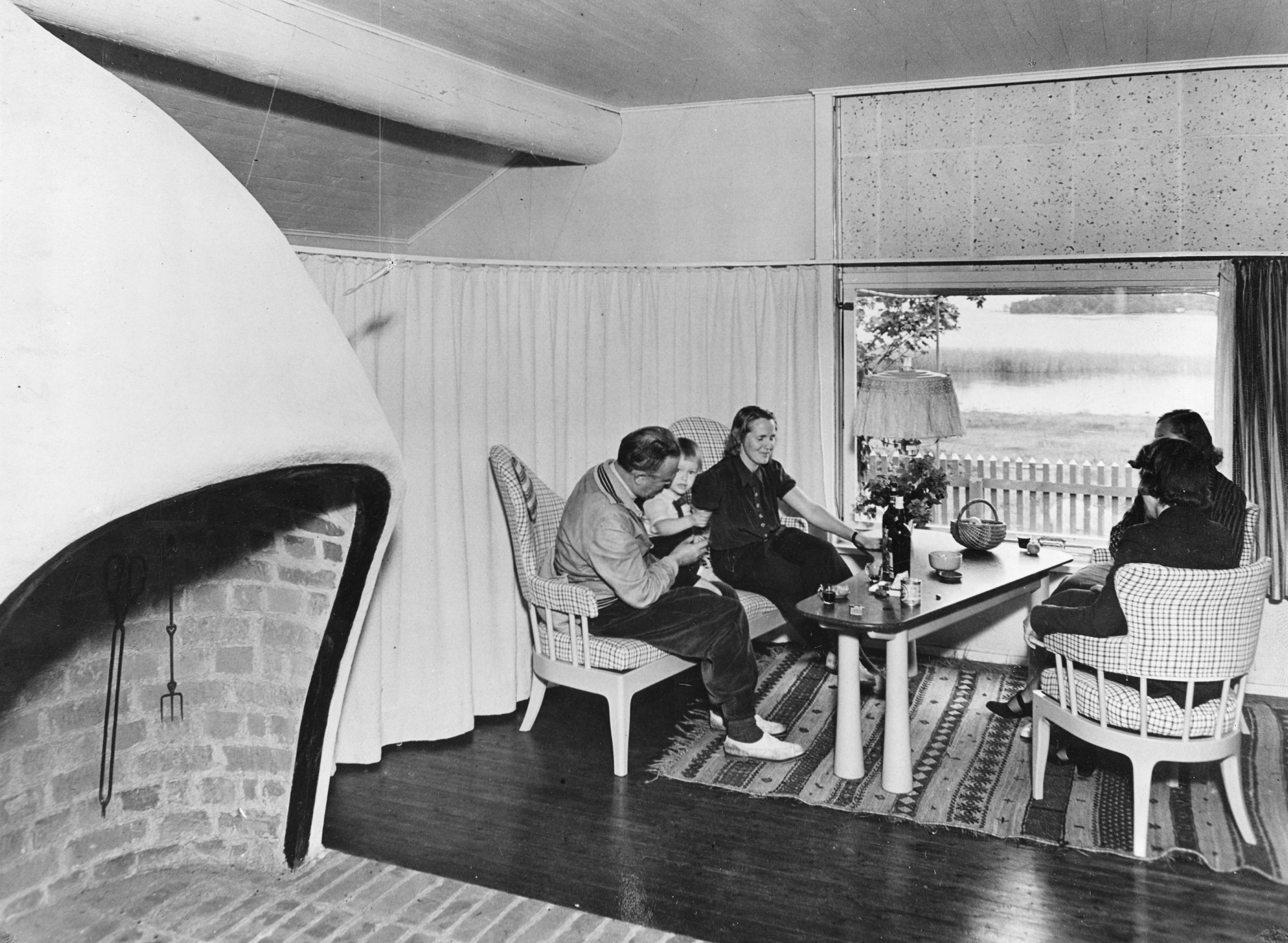
Asplund på Stennäs, 1938.
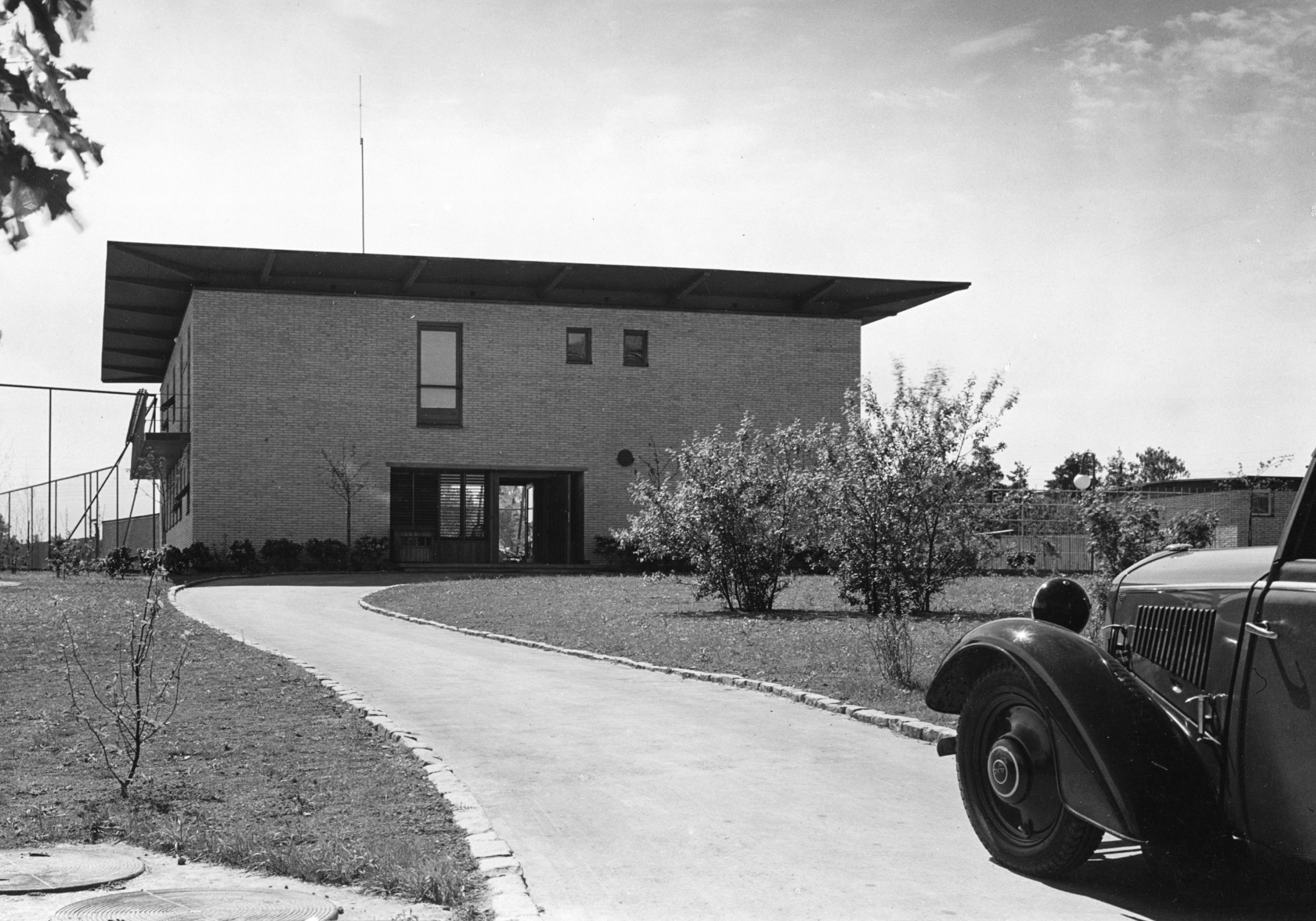
Villa Engkvist 1939.
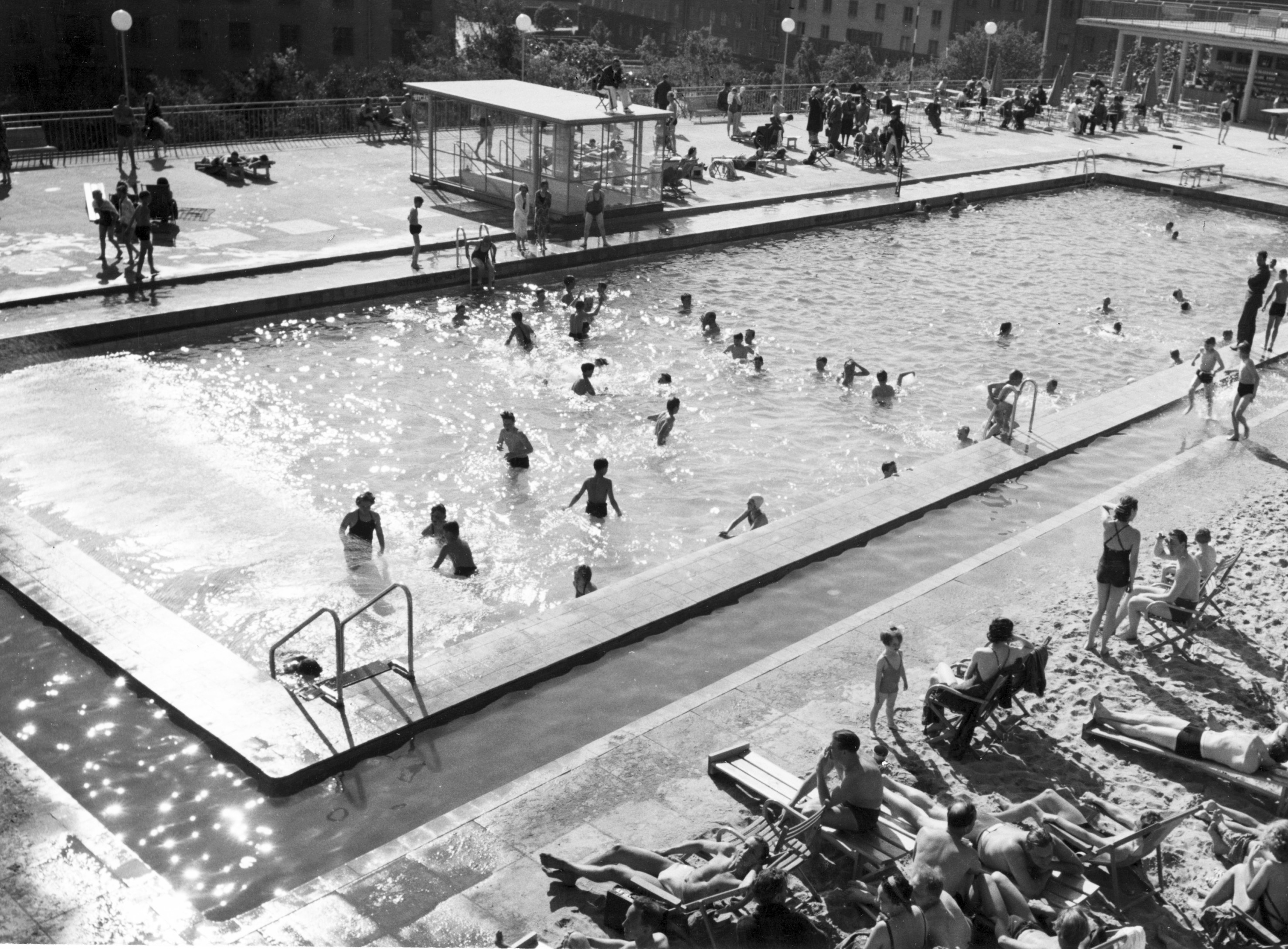
Vanadisbadet 1937.
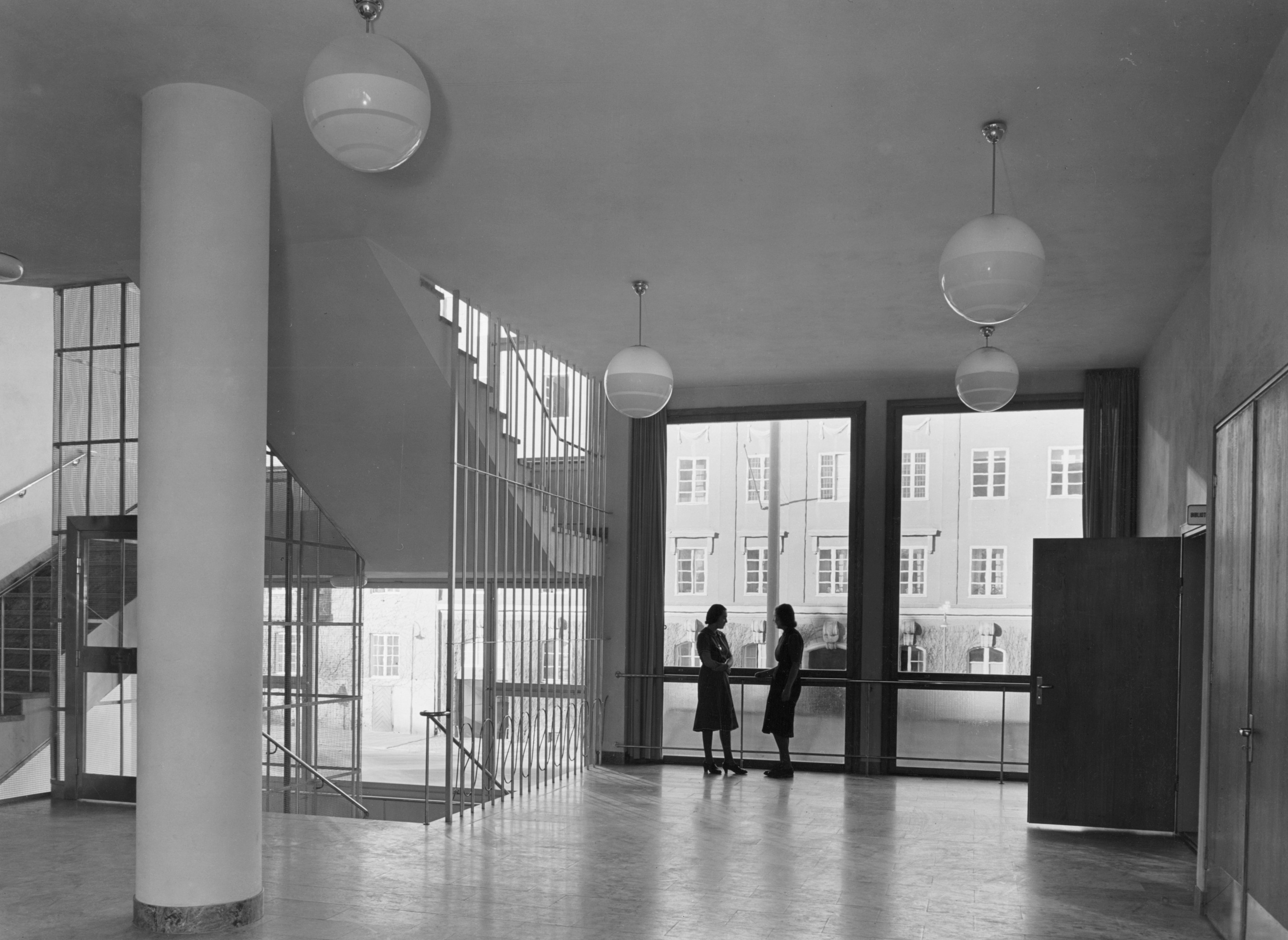
Östermalmsskolan 1939.